# Río Tinguiririca
Río Tinguiririca är ett vattendrag i Chile.   Det ligger i regionen Región de O'Higgins, i den södra delen av landet, 120 km sydväst om huvudstaden Santiago de Chile. Río Tinguiririca ligger vid sjön Lago Rapel.
Omgivningen kring Río Tinguiririca består till största delen av jordbruksmark. Området är ganska tätbefolkat, med 67 invånare per kvadratkilometer.